# Frankenfahne

Frankenfahne

Als Frankenfahne oder Frankenflagge wird ein Symbol Frankens, einer Region im Norden Bayerns und Teilen Thüringens, Hessens und Baden-Württembergs, bezeichnet.

## Beschreibung

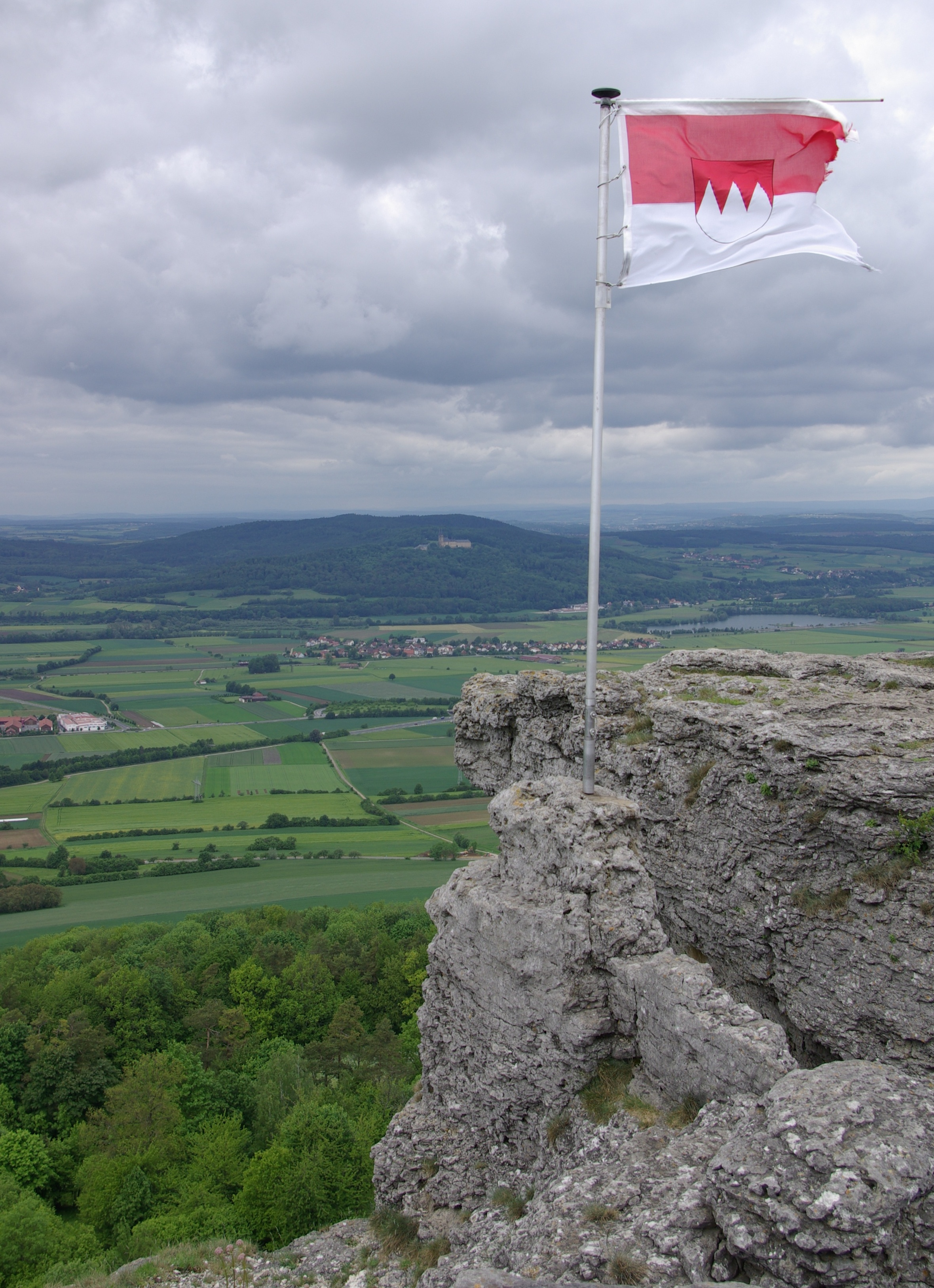
Frankenfahne auf den Felsen des Staffelbergs

Die Flagge besteht aus zwei Streifen gleicher Breite, der obere rot, der untere weiß bzw. heraldisch silbern. Meistens ist ein Fränkischer Rechen mittig angeordnet. Auch der weiße Schriftzug „Franken“ auf schwarzem Grund oberhalb des Rechens ist weit verbreitet. Oftmals wird der fränkische Rechen selbst auch als Flagge verwendet. Die Frankenfahne ist weder ein staatliches Symbol noch ein Hoheitszeichen, da Franken nur eine geographische, aber keine administrative Einheit darstellt. Sie wird vor allem an Festtagen oder für andere Zwecke von Privatpersonen und Vereinen verwendet. Am Tag der Franken darf sie auch von Behörden gehisst werden. In den fränkischen Regierungsbezirken kann an die Stelle des Franken-Rechens auch das Wappen des jeweiligen Bezirks treten. Fälschlicherweise wird manchmal die Fahne mit vertauschten Farben dargestellt.

## Geschichte
Die Flagge geht auf die Farben des sogenannten Fränkischen Rechens zurück. Dieser tauchte erstmals im frühen 14. Jahrhundert am Grabmal des Würzburger Fürstbischofs Wolfram Wolfskeel von Grumbach auf sowie in einem Siegel des Ortes Gerolzhofen. Er war Symbol der fränkischen Herzogswürde, die die Würzburger Fürstbischöfe nominell besaßen. Auch das Feldbanner der Kontingente des Fränkischen Reichskreises innerhalb der Reichsarmee des Heiligen Römischen Reiches Deutscher Nation trug diese Farben. Die Flagge war jedoch kein Symbol für Franken insgesamt, das keine administrative Einheit darstellte. Als 1835 ein neues Bayerisches Staatswappen eingeführt wurde, standen die zuständigen Beamten vor der Aufgabe, dass auch die fränkischen Territorien berücksichtigt werden sollten. Sie wählten den Fränkischen Rechen als Symbol ganz Frankens, der seither als Bestandteil in das Wappen integriert ist.

## Flaggenstreit

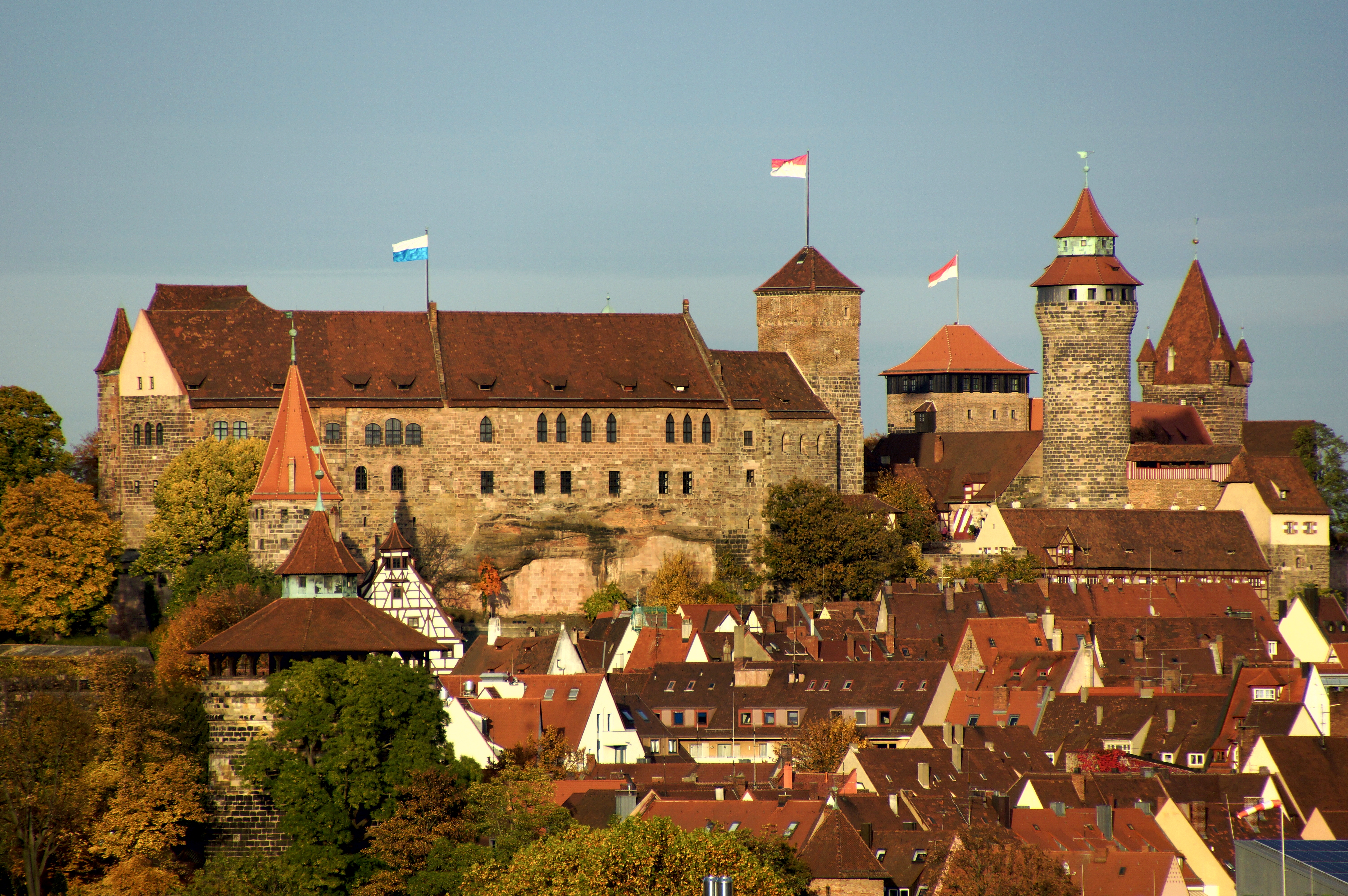
Die Nürnberger Burg mit Frankenflagge auf dem Heidenturm, der Nürnberger Flagge auf dem Fünfeckturm und der Bayernflagge auf dem Palas
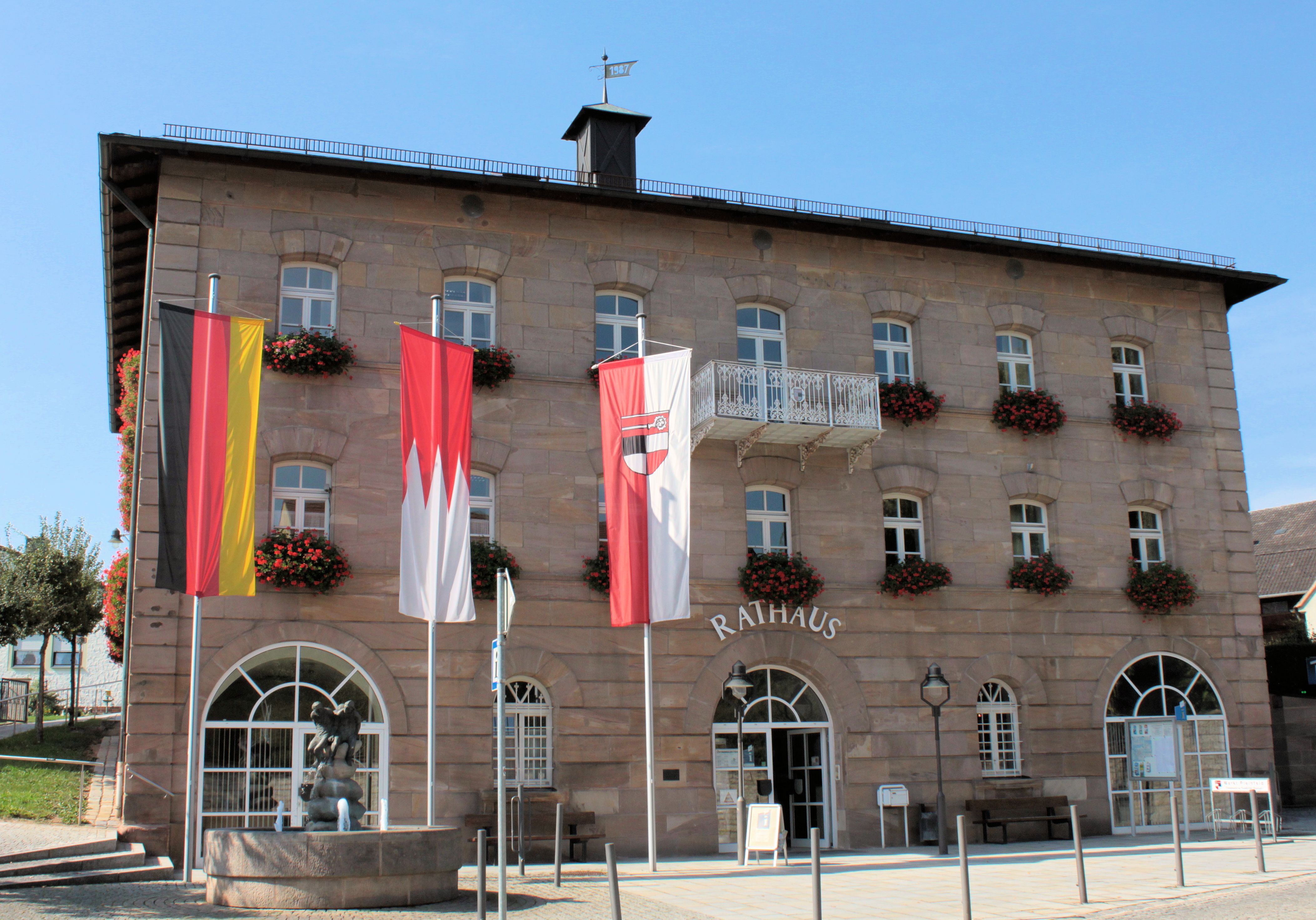
Die Frankenfahne am mittleren Fahnenmast vor dem Rathaus von Pleinfeld, Weißenburg-Gunzenhausen, Mittelfranken
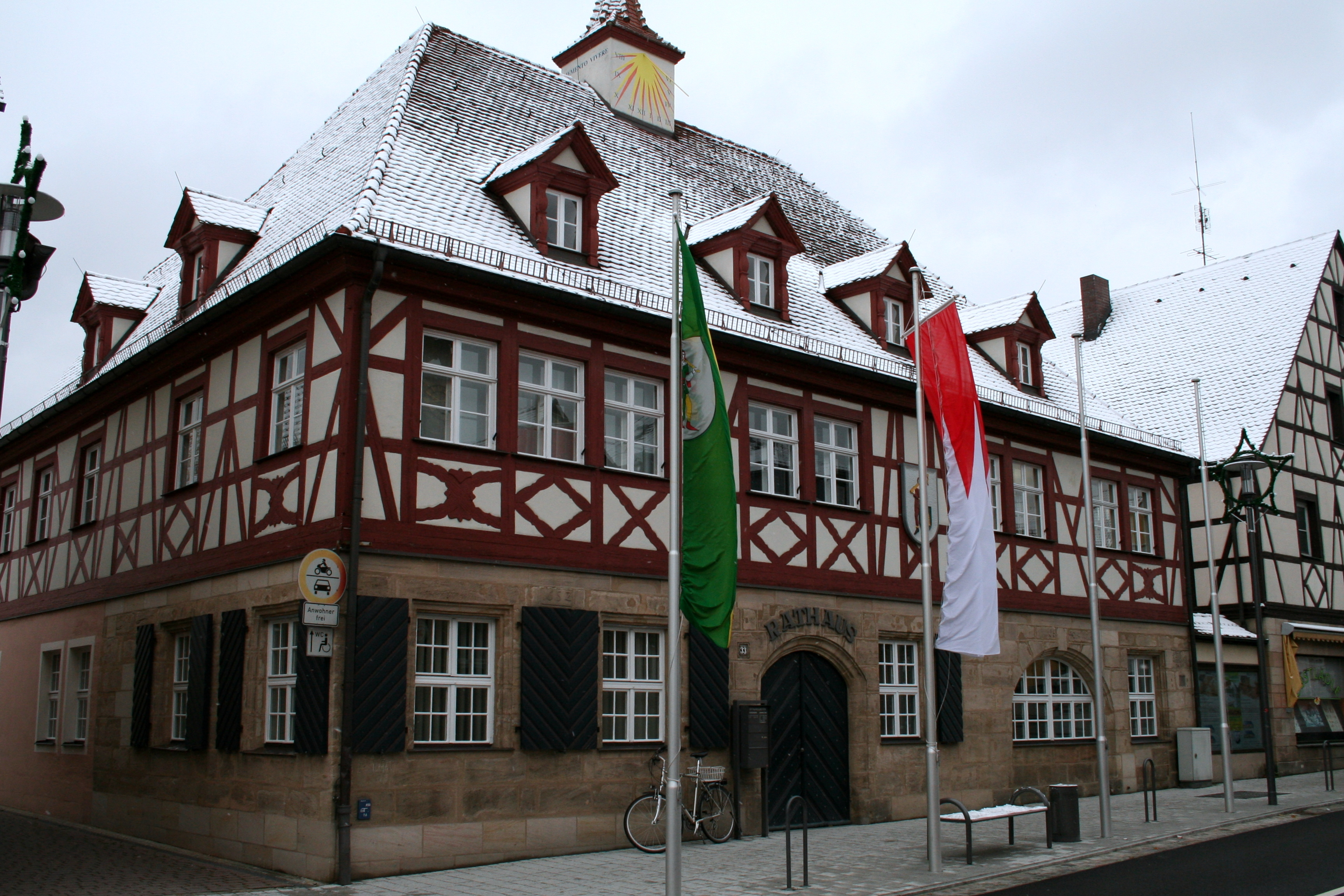
Die Frankenfahne am Fahnenmast vor dem Rathaus von Feucht, Nürnberger Land, Mittelfranken
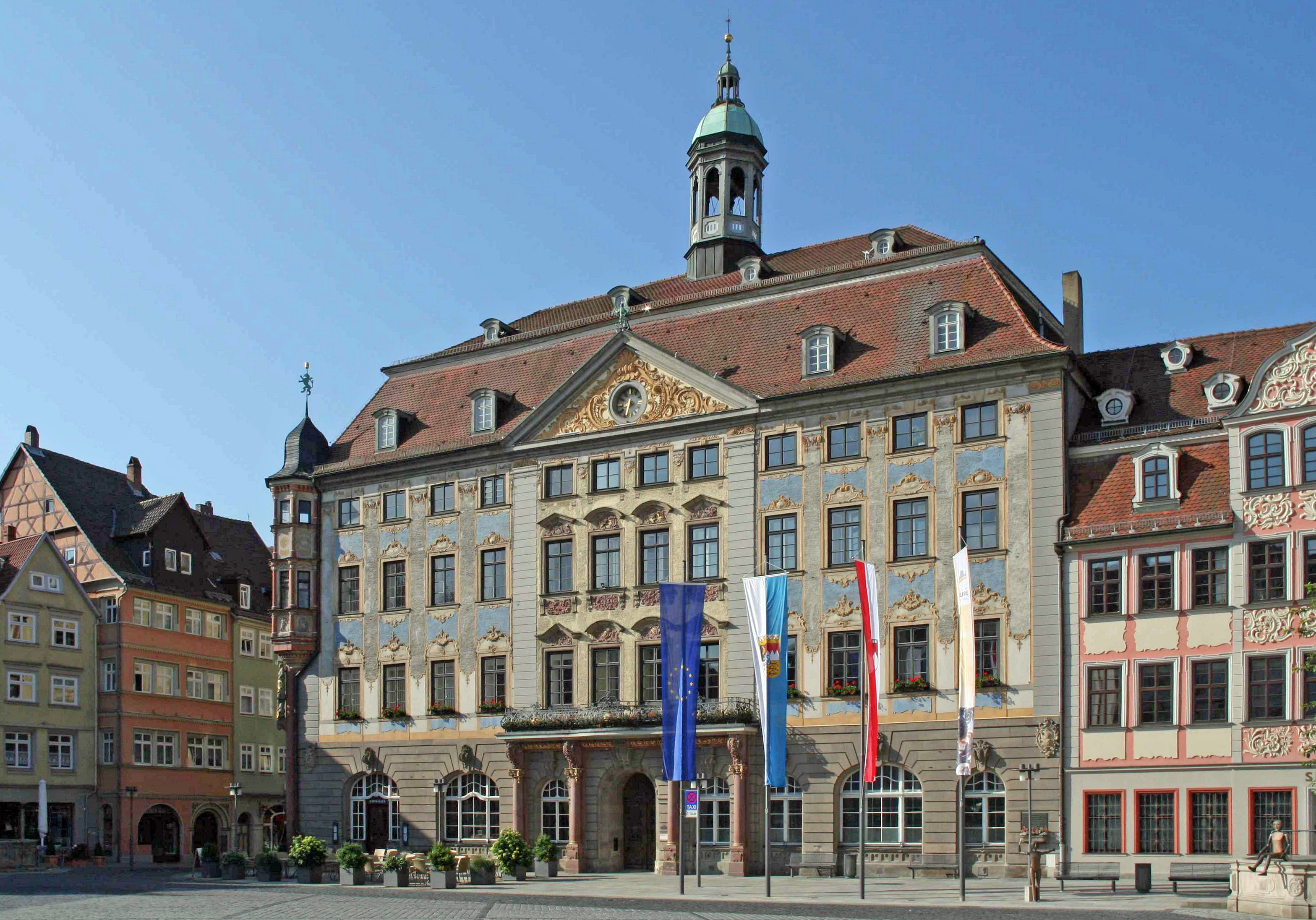
Die Frankenfahne am Fahnenmast vor dem Rathaus von Coburg, Oberfranken

Seit Einführung des Tags der Franken wurde gefordert, die fränkische Flagge an öffentlichen Gebäuden hissen zu dürfen. Da sie aber keine Staatsflagge ist, wurde diese Forderung vom Bayerischen Landtag abgelehnt. Der Verfassungsausschuss des Landtags entschied 2012 jedoch, dass die Fahne als Werbemittel neben der Flagge Deutschlands, der Bayerischen Staatsflagge und der Europaflagge an staatlichen Gebäuden zusätzlich aufgezogen werden darf, dass dies aber von staatlicher Seite weder angeordnet werden kann noch darf.
Weitere Streitigkeiten gab es um die Beflaggung der Nürnberger Burg. 2008 wurde erstmals eine bayerische Flagge an der Burg gehisst. Dies wurde von vielen Einheimischen als Affront gewertet. Nürnberger SPD-Stadträte forderten in einem Antrag den Freistaat auf, auch die Frankenfahne aufzuziehen. Die Forderung wurde jedoch vom bayerischen Innenminister Joachim Herrmann abgelehnt. Im Sommer 2009 entschärfte Oberbürgermeister Ulrich Maly den Flaggenstreit, indem er neben der deutschen und der bayerischen die städtische Flagge hissen ließ. Da sie ebenfalls rot-weiß ist, ähnelt sie in der Version ohne Stadtwappen der Frankenfahne zum Verwechseln. Einschließlich des erforderlichen acht Meter hohen zusätzlichen Fahnenmastes verursachte dies Kosten von 25.000 Euro. Im Sommer 2012 wechselte die Beflaggung erneut: Auf dem Hauptgebäude (Palas) der Burg wurde die deutsche Flagge durch die bayerische Flagge ersetzt. Dafür wurde die Frankenflagge auf dem ehemaligen Platz der Bayernflagge (Heidenturm) gehisst. Die Flagge Deutschlands weht nun an einem eigens dafür aufgestellten Mast auf der Freiung.